# Secale
Secale là một chi thực vật có hoa trong họ Hòa thảo (Poaceae).

## Loài
Chi Secale gồm các loài: